# Calconă
Calcona este o cetonă aromatică și o enonă, fiind un compus de bază pentru o mare variate de compuși cu importanță biologică (cunoscuți sub denumirea de calconoide). Denumiri alternative pentru calconă sunt: benzilidenacetofenonă și fenilstirilcetonă.

## Obținere
Chalconele pot fi obținute în urma unei reacții de condensare aldolică dintre benzaldehidă și acetofenonă, reacție care se realizează în prezență de hidroxid de sodiu pe post de catalizator:
Reacția poate să aibă loc și în absența solvenților, realizându-se în stare solidă. Astfel, reacția dintre derivații substituiți ai benzaldehidei și acetofenone poate fi utilizată în scop didactic, fiind o sinteză încadrată în domeniul chimiei verde.

## Proprietăți
Legătura dublă din structura calconelor poate fi redusă cu hidrură de tributilstaniu: